# Malíč
Malíč är en ort i Tjeckien.   Den ligger i regionen Ústí nad Labem, i den nordvästra delen av landet, 60 km norr om huvudstaden Prag. Malíč ligger 221 meter över havet och antalet invånare är 146.
Terrängen runt Malíč är kuperad åt nordväst, men åt sydost är den platt. Terrängen runt Malíč sluttar söderut.Runt Malíč är det ganska tätbefolkat, med 67 invånare per kvadratkilometer. Närmaste större samhälle är Ústí nad Labem, 13,5 km norr om Malíč. Trakten runt Malíč består till största delen av jordbruksmark.